# Ischiopsopha wallacei
Ischiopsopha wallacei är en skalbaggsart som beskrevs av Thomson 1857. Ischiopsopha wallacei ingår i släktet Ischiopsopha och familjen Cetoniidae. Utöver nominatformen finns också underarten I. w. yorkiana.